# Vydra

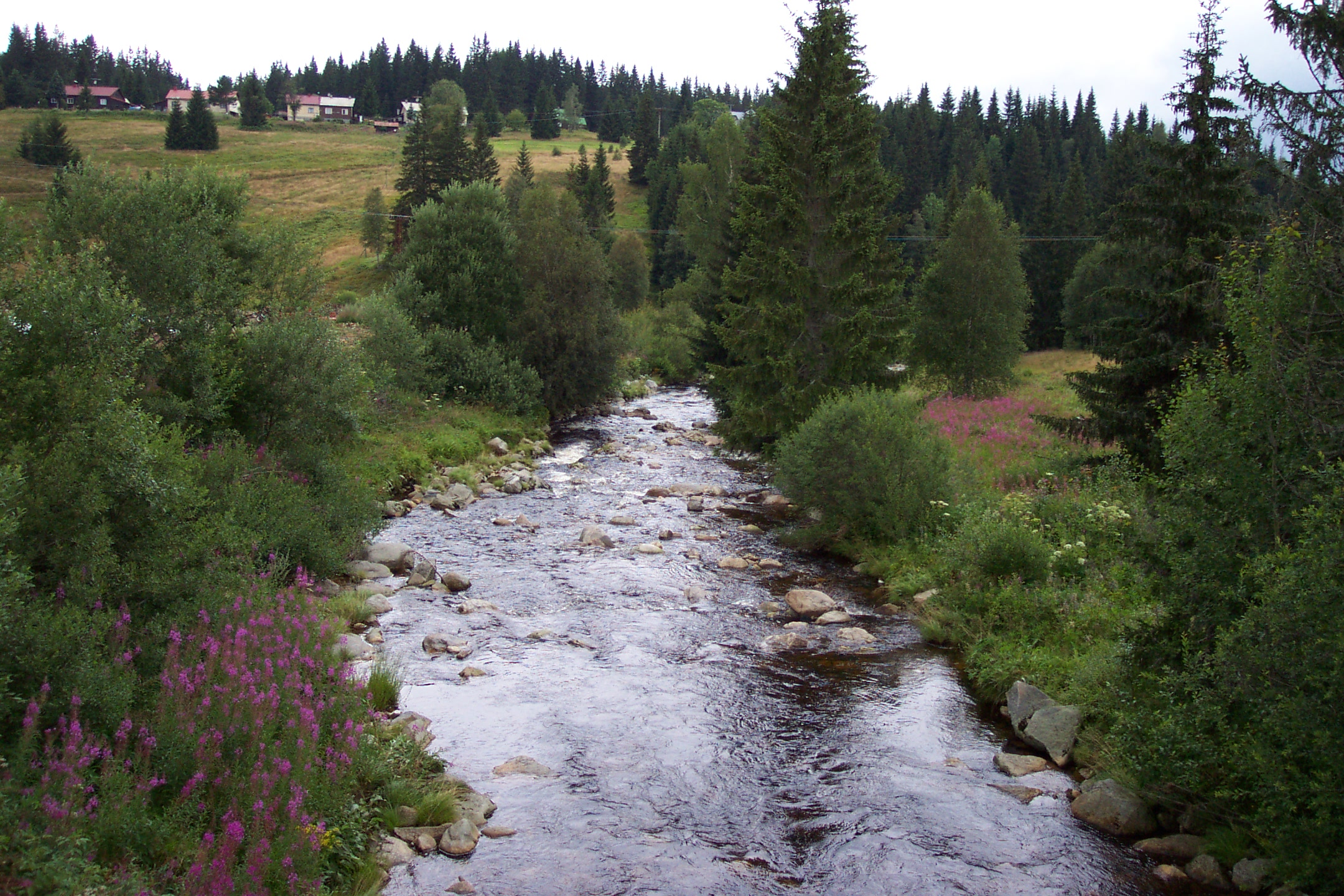
Vydra

Vydra (niem. Widra) – rzeka w Szumawie na południu Czech w dorzeczu Łaby. Jej długość wynosi 23,1 km. Bieg rzeki kończy się u zbiegu z Křemelną, gdzie obie tworzą nową rzekę – Otavę.